# Louis Charrat
Pour les articles homonymes, voir Charrat (homonymie).
Louis Charrat, né le 19 octobre 1903 à Fontaines-sur-Saône et mort le 12 août 1971 à Ney (Jura) est un peintre français.

## Biographie
Louis Charrat est né à Fontaine-sur-Saône le 19 octobre 1903. Sa famille habite à Lyon. 
C'est un peintre de portraits, de scènes intimistes, d'intérieurs, de natures mortes, de paysages. Il entre à l'école des Beaux-Arts de Lyon en 1920, il est l’élève de Georges Décôte et de Régis Deygas. Entre 1926 et 1929, il séjourne dans un sanatorium pour soigner une infection tuberculeuse .
En 1931, il obtient la médaille d’honneur de la Société Lyonnaise des Beaux-Arts. En 1934, il reçoit le Prix de Paris au Salon des Beaux-Arts, et le Prix Chenavard décerné par l'École Nationale Supérieure des Beaux-Arts de Paris. En 1936, la Société des Artistes français lui décerne une médaille d’argent.
En 1954, il séjourne à Rome et à Tivoli, il reçoit le Prix de la Villa d’Este. Il dessine les vitraux de l'église Saint-Bonaventure de Lyon. Les verrières sont réalisées par l'atelier de Joséphine Lamy Paillet.
En 1965, il est élu membre de l'Académie de Lyon. En 1969, il est président de la Société Lyonnaise des Beaux-Arts, succédant à Jean Dulac. Il enseigne comme professeur à l’école des Beaux-Arts de Lyon à partir de 1968 ; à son décès, en 1971, il est remplacé par Jean Fusaro.
Il meurt le 12 août 1971, chez des amis dans le Jura, à l'âge de 67 ans.

## Salons
- 1902 : Salon des Beaux-arts de Lyon.
- 1907 à 1924 : Salon d'automne de Lyon.
- 1934 : Salon des Artistes Français à Paris qui l’accepte comme membre en 1936.
- 1937 : Exposition Art Contemporain de la chapelle Ampère.
- 1938 et 1939 : Salon des Invalides.

Il expose à la SLBA (Société Lyonnaise des Beaux Arts) au salon de Printemps entre 1927 et 1971.
- Une exposition se tient du 9 au 30 novembre 2023 à la mairie du 2e arrondissement de Lyon[8]. Une conférence intitulée "Louis CHARRAT (1903-1971), peintre de la vie silencieuse" est donnée par la commissaire de l'exposition Sabine Francou qui travaille au catalogue raisonné[9].

## Œuvres
Pendant dix ans, il travaille sur les dessins des verrières de l'église Saint-Bonaventure de Lyon.

## Elèves
- Jean Claverie [11].
- Claude Grand [12].